# Casa de Guzmán
La casa de Guzmán es un linaje nobiliario español. Los Guzmán fueron señores del castillo y lugar de Guzmán, Aviados, el Valle de Boñar, Toral de los Guzmanes, Gibraleón, La Vecilla, Manzanedo, Olvera, Casarrubios del Monte, Gálvez, Batres, Niebla, Orgaz, Ayamonte, Lepe, Redondela, Chipiona, Rota, Sanlúcar de Barrameda, Huelva, Derroñadas, San Román de los Montes, Montealegre del Castillo, la Algaba, Chiclana de la frontera y Ardales; vizcondes de la Calzada y Santa Cruz de la Sierra; condes de Niebla, Orgaz, Olivares, Teba y Montijo; duques de Medina-Sidonia, Medina de las Torres, Peñaranda de Duero, Sanlúcar la Mayor, condes-duques de Olivares y príncipes de Stigliano. A este linaje pertenecieron Santo Domingo de Guzmán, fundador de la Orden de Predicadores; la reina Luisa de Guzmán, mujer de Juan IV de Portugal, fundadores de la dinastía de Braganza, y la emperatriz Eugenia de Montijo (Eugenia de Guzmán Palafoz y Kirpatrick), mujer de Napoleón III de Francia. Este apellido probó su nobleza repetidas veces y en diferentes épocas en las Órdenes Militares de España, en la Real Chancillería de Valladolid y en la Real Compañía de Guardias Marinas. Además del línaje muy extendido por España y por el mundo por la cantidad de descendientes que cada casa poseía, hay que diferenciar diferentes casas por tener diferentes progenitores dentro del mismo linaje, la casa Guzmán de Toledo, la de Andalucía o la de Castilla y León son las de más lustre de entre ellas, las otras descienden de ellas, antes tan solo en América puede cuestionarse casos de apadrinamientos de eclesiásticos de esta familia con personas autóctonas sin apellido alguno hasta el momento y por tanto sin relación real con el linaje, pero esto se extiende como problema por muchas familias.

## Escudo y Lema
En las “Ilustraciones de la Casa de Niebla” escrito en 1551, que escribe Barrantes Maldonado (1510-1575) sobre la casa Medina Sidonia, son varias las menciones que hacen sobre el origen de sus armas, la más extendida es aquella en la que habla de un caballero hermano del duque de Bretaña, llegó junto con algunas compañías de soldados para ponerse al servicio del Rey Ramiro I de León (842-850) para luchar contra los moros. 

“Aquellos primeros Guzmanes traían por armas un escudo azul con dos calderas xaqueladas de amarillo y colorado, y en las asas unas cabezas de sierpes con una orla blanca á la redonda del escudo con armiños negros, que son propias del duque de Bretaña”.

El lema en latín de los Guzmanes es Praefere Patriam Liberis Parentem Decet y su traducción al español es Conviene anteponer la patria a la familia. 

## Títulos concedidos originalmente a la Casa de Guzmán

### Grandezas de España
- Ducado de Medina Sidonia, creado a favor de Juan Alonso Pérez de Guzmán, III conde de Niebla, el 17 de febrero de 1445 por el rey Juan II;
- Condado-ducado de Olivares, creado a favor de Pedro Pérez de Guzmán y Zúñiga, en 1539 por el rey Carlos I;
- Ducado de Medina de las Torres, creado a favor de Gaspar de Guzmán y Pimentel, el 5 de enero de 1625 por el rey Felipe IV;
- Ducado de Sanlúcar la Mayor, creado a favor de Gaspar de Guzmán y Pimentel, I duque de Medina de las Torres, el 55 de enero de 1625 por el rey Felipe IV;
- Marquesado de Montealegre, creado a favor Martín de Guzmán y Rojas, el 28 de mayo de 1626, por el rey Felipe IV;
- Marquesado de la Mina, creado a favor de Pedro José de Guzmán-Dávalos y Ponce de León, el 23 de septiembre de 1681 por Carlos II.

### Títulos del Reino
- Condado de Niebla, creado a favor de Juan Alonso Pérez de Guzmán y Osorio, IV señor de Sanlúcar, antes del 29 de octubre de 1369 por el rey Enrique II;
- Marquesado de Gibraltar, creado a favor de Enrique Pérez de Guzmán y Meneses, II duque de Medina Sidonia, el 30 de septiembre de 1488 por la reina Isabel I;
- Marquesado de Cazaza en África, creado a favor de Juan Alonso Pérez de Guzmán y Mendoza, III duque de Medina Sidonia, en 1504 creado por los Reyes Católicos;
- Condado de Orgaz, creado a favor de  Álvaro Pérez de Guzmán y Suárez de Mendoza, señor de Orgaz, el 17 de mayo de 1520 por el rey Carlos I;
- Marquesado de Ayamonte, creado a favor de Francisco de Zúñiga y Pérez de Guzmán, II conde de Ayamonte, en 1521 por el rey Carlos I;
- Condado de Teba, creado a favor de Diego Ramírez de Guzmán, II señor de Teba y Ardales, el 22 de octubre de 1522 por el rey Carlos I;
- Marquesado de Ardales, creado a favor de Luis de Guzmán y Córdoba, el 31 de julio de 1559 por el rey Felipe II;
- Marquesado de la Algaba, creado a favor de Francisco de Guzmán y Manrique de Lara, V señor de la Algaba, el 15 de abril de 1568 por el rey Felipe II;
- Condado de Villaverde de Madrid, creado a favor de Lope de Guzmán y Portocarrero, el 15 de mayo de 1602 por el rey Felipe III;
- Marquesado de Toral, creado a favor de Gabriel Núñez de Guzmán, el 22 de octubre de 1612 por el rey Felipe III;
- Marquesado de Eliche, creado a favor de María de Guzmán y Zúñiga, en 1624 por el rey Felipe IV;
- Marquesado de Monasterio, creado a favor de María de Guzmán y Zúñiga, el 5 de mayo de 1625 por el rey Felipe IV;
- Condado de Arzarcóllar, creado a favor del Conde-duque de Olivares, en 1632 por el rey Felipe IV;
- Marquesado de Cardeñosa, creado a favor Diego López de Guzmán y Vivanco, señor de Valtierra, el 14 de agosto de 1634 por el rey Felipe IV;
- Marquesado de los Palacios, creado a favor de Martín de Guzmán y Rodríguez de Ledesma, el 5 de octubre de 1635 por el rey Felipe IV;
- Principado de Aracena, creado a favor del Conde-duque de Olivares,  en 1640 por el rey Felipe IV;
- Marquesado de Valverde, creado a favor de Gaspar Alonso Pérez de Guzmán el Bueno, el 20 de julio de 1640 por el rey Felipe IV;
- Marquesado de Mairena, creado a favor de Enrique Felípez de Guzmán, el 10 de octubre de 1642 por el rey Felipe IV;
- Marquesado de Almarza, creado a favor de Gaspar de Guzmán y Anaya, el 22 de abril de 1686 por el rey Carlos II;
- Condado de Menado Alto, creado a favor de Juan Francisco de Gúzman y Pineda de las Infantas, señor de la Estrella, el 27 de julio de 1712 por el rey Felipe V;
- Marquesado de San Bartolomé del Monte, creado a favor de Diego José de Guzmán y Bobadilla, el 10 de febrero de 1761 por el rey Carlos III.

### Señoríos de los Guzmanes
| - Señorío de Ardales - Señorío de La Algaba - Señorío de Aviados - Señorío de Ayamonte - Señorío de Batres - Señorío de Casarrubios del Monte - Señorío de Chipiona - Señorío de Derroñadas - Señorío de Gálvez - Señorío de Gibraleón | - Señorío de Guzmán - Señorío de Huelva - Señorío de Lepe - Señorío de Manzanedo - Señorío de Montealegre del Castillo - Señorío de Niebla - Señorío de Olvera - Señorío de Orgaz - Señorío de Redondela | - Señorío de Rota - Señorío de Chiclana de la frontera - Señorío de San Román de los Montes - Señorío de Sanlúcar de Barrameda - Señorío de Toral de los Guzmanes - Señorío del Valle de Boñar - Señorío de La Vecilla |

## Los Guzmán miembros de la Orden del Toisón de Oro

Collar de la Orden del Toisón de Oro.

Varios Guzmanes fueron investidos como caballeros de la Orden del Toisón de Oro: 
- Alonso Pérez de Guzmán y Sotomayor, VII duque de Medina Sidonia, en 1581;
- Juan Manuel Pérez de Guzmán, VIII duque de Medina Sidonia, en 1615;
- Nicolo María de Guzmán, VII príncipe de Stigliano, en 1648;
- Domingo María Carlos de Guzmán el Bueno, XIII duque de Medinasidonia, en 1724;
- Jaime Miguel de Guzmán-Dávalos y Spínola, II marqués de la Mina, en 1738;
- Sebastián Guzmán de Spínola, V marqués de Montealegre, en 1745;
- Pedro de Alcántara Alonso de Guzmán el Bueno, XIV duque de Medina Sidonia, en 1753;
- José María de Guzmán Guevara, VI marqués de Montealegre, en 1758;
- Diego Ventura de Guzmán Fernández de Córdoba,  VII marqués de Montealegre, en 1779;
- Diego Isidro Guzmán de la Cerda, VIII marqués de Montealegre, en 1843.

## Algunos miembros del linaje
- Rodrigo Muñoz de Guzmán (f. después de 1186), el genearca de este linaje y el primero en añadir «Guzmán,»[1] el nombre de una de las tenencias que ocupaba, a su patronímico. Se casó con Mayor Díaz, hija de Diego Sánchez y de Enderquina Álvarez, con descendencia.[1][2]
- Álvaro Rodríguez de Guzmán (f. 4 de octubre de 1189),[3] hijo del anterior, se casó con Sancha Rodríguez de Castro,[4] hija de Rodrigo Fernández de Castro, con descendencia.
- Pedro Rodríguez de Guzmán (c.[1135-Alarcos, Ciudad Real, 19 de julio de 1195),[3], hijo de Rodrigo Muñoz de Guzmán, fue mayordomo de Alfonso VIII de León, estuvo casado con Mafalda,[5][6] que pudo ser una hija de Guillermo VIII de Montpellier,[7] o de Manrique Pérez de Lara,[8] aunque no figura como hija de este último en la documentación.
- Urraca Rodríguez de Guzmán (f. después de 1189), hija de Rodrigo Muñoz de Guzmán y de Mayor Díaz, y esposa de Pedro Rodríguez de Castro.
- Nuño Pérez de Guzmán (f. Batalla de las Navas de Tolosa, 1212), casó con Urraca Méndez de Sousa.[9]
- Pedro Núñez de Guzmán, hijo del anterior, casado con Urraca García.
- Juan Pérez de Guzmán (f. ca. 1285), hijo del anterior, casado con María Ramírez de Cifuentes, señora de Aviados y del Valle de Boñar.
- Pedro Núñez de Guzmán (siglo XIII), casó con Inés Fernández de Limia.
- Juan Ramírez de Guzmán, señor de Aviados, y del Valle de Boñar, hermano del anterior. Casó con María García de Toledo, hija de Diego García de Toledo, almirante de Castilla, y de su esposa María García.
- Pedro Núñez de Guzmán, señor de Guzmán, Aviados, Valle de Boñar. Casó con Sancha Rodríguez de Asturias y en segundas nupcias con Inés de Haro.
- Ramiro Núñez de Guzmán y Rodríguez, casó con Elvira Padilla.
- Pedro Núñez de Guzmán y Padilla, casó con Elvira de Bazán, señora de Toral.
- Ramiro Núñez de Guzmán y Bazán con desdencendia ilegítima de Juana Barba.
- Juan Ramírez de Guzmán (f. 1424), obispo de Tuy (1390-91-1394), de Calahorra (1394-1403) y de Ávila (1403-1424).
- Juan Urraco de Guzmán "El bueno", IV señor de Lepe y redondela, casó con Leonor de Cárdenas, hija del maestre de Santiago, Alonso de Cárdenas y Leonor de Luna, de la familia de Benedicto XIII.
- Gonzalo de Guzmán, señor de Toral, casó con María Osorio, hija de Pedro Álvarez Osorio (f. 1461), primer conde de Trastámara, y de Isabel de Rojas Manrique.
- Ramiro Núñez de Guzmán y Osorio, señor de Toral, sirvió a los Reyes Católicos y casó con María de Quiñones (f. 1669), hija del primer conde de Luna.
- Gonzalo  Núñez  de  Guzmán  y  Quiñones, señor de Toral. Casó  en  1547 con  Isabel  Zúñiga.
- Gonzalo  de  Guzmán, Caballero  de  Santiago  desde 1564.  Casó  con  su prima  Juana  de  Guzmán,  hija  del señor de Montealegre.
- Gabriel  Núñez  de  Guzmán  y Guzmán.  Fue  el  primer  marqués  de Toral  por  merced  de  Felipe III (1578-1621).  Casó  con Francisca  de  Guzmán, su prima.
- Ramiro Núñez de Guzmán (f. 1668),  casó  tres  veces;  del  primero  no  tuvo  hijos;  del  segundo  casó con Ana  Garrafa  y Aldorradino, con  la  que  tuvo  a  Nicolás de  Guzmán  y Garrafa,  del  tercer  matrimonio nació María  Sinforosa  Núñez  de  Guzmán  y  Guevara.
- Pedro Núñez de Guzmán (f. 1678),  marqués de Montealegre y de Quintana, conde de Villaumbrosa y conde de Castronuevo.
- Nicolás  de  Guzmán  y  Garrafa (f. 1689),  casó  con  María  de  Toledo  y  no  tuvo  sucesión.
- María  Sinforosa  de  Guzmán  y  Vélez  de  Guevara, casó  con Juan  Carlos  de  Guzmán  y  no  tuvo sucesión,  por  lo  que  pasaron  sus  títulos  a Isabel  de Guzmán  y  Guzmán.
- Isabel  de  Guzmán  y Guzmán,  hija  de  Gabriel  Núñez  de  Guzmán y  Guzmán.  Casó  con Bernardino  Fernández  de  Velasco y Tovar (1609-1652),  VI  duque  de  Frías, con  lo  que los títulos de los  Guzmanes se integran en la casa de los duques  de Frías.